# Эапост, Тыну
Тыну Эапост (эст. Tõnu Eapost: 9 января 1947, Кохтла-Ярве — 27 марта 2014 ) — советский и эстонский футболист и хоккеист, тренер по футболу и хоккею. В футболе выступал на позиции вратаря, в хоккее — на позиции нападающего.

## Биография

### Футбольная карьера
Начал выступать на взрослом уровне в составе команды «Пылевкивикомбинаат» (Кохтла-Ярве), игравшей в первенстве Эстонской ССР. В 1967—1968 годах играл за таллинский «Старт», а в 1968 году дебютировал в соревнованиях мастеров в составе таллинского «Динамо», сыграл три матча в классе «Б». Затем много лет играл в соревнованиях коллективов физкультуры, в основном за команды северо-востока Эстонии. В 1984 году, в 37-летнем возрасте, вернулся на уровень соревнований мастеров и сыграл 23 матча за сезон в составе таллинского ШВСМ во второй лиге.
После распада СССР вместе со своим клубом — «Кеэмиком» из Кохтла-Ярве выступал в высшей лиге чемпионата Эстонии, сыграл 15 матчей за два сезона. В сезоне 1993/94 провёл 6 матчей в составе «Таллинна Садам», последние матчи в высшем дивизионе сыграл в 47-летнем возрасте. Более 15 лет владел рекордом самого возрастного футболиста высшей лиги Эстонии, пока в 2011 году этот результат не побил 51-летний Борис Дугань.
Ещё несколько лет продолжал выступать за клубы низших дивизионов Эстонии, в том числе в 2003 году в возрасте 56 лет сыграл два матча в первой лиге за «Меркуур». Последнюю официальную игру провёл 18 июля 2003 года против «Таммеки».
Выступал за юношескую (1963), молодёжную (1969) и взрослую (1973) сборные Эстонской ССР.
В 2003—2004 годах работал тренером вратарей в клубе «Нарва-Транс». В январе-июне 2004 года был главным тренером клуба. Был запасным вратарём «Транса» на еврокубковом матче в Югославии, когда команда из-за финансовых трудностей смогла отправить на выезд только 15 человек.

### Хоккейная карьера
В 1970—1985 годах выступал в хоккее за «Химик» (Кохтла-Ярве). Десятикратный чемпион Эстонской ССР, восьмикратный обладатель Кубка республики. В соревнованиях мастеров играл в низших лигах чемпионата СССР за «Экскаватор» (Таллин, 1967—1968) и «Химик» (Кохтла-Ярве, 1981—1983). В 1987—1989 годах выступал в третьем дивизионе Финляндии за клуб «Оутокумпу».
В 1996—1998 годах работал главным тренером клуба «Сентрал» (Кохтла-Ярве), приводил команду к бронзовым медалям чемпионата Эстонии. В эти же годы работал директором местного дворца спорта. В 1995—2001 годах входил в руководство Федерации хоккея Эстонии.
До последних лет жизни работал детским тренером, участвовал в матчах ветеранов.
В 2016 году включён в Зал славы эстонского хоккея.

## Достижения
- Серебряный призёр чемпионата Эстонской ССР по футболу (1): 1988[9]
- Бронзовый призёр чемпионата Эстонской ССР по футболу (5): 1966, 1968, 1970, 1975, 1990[10]
- Чемпион Эстонской ССР по хоккею (10): 1970, 1972, 1974, 1976, 1977, 1979, 1980, 1983, 1984, 1985
- Восьмикратный обладатель Кубка Эстонской ССР по хоккею
- Бронзовый призёр чемпионата Эстонии по хоккею (1): 1998 (как тренер)

## Личная жизнь
Супруга Наталья, есть дети и внуки. Сын Эдуард тоже занимался хоккеем, становился призёром чемпионата Эстонии под руководством отца.
Тыну Эапост скончался 28 марта 2014 года в возрасте 67 лет. Похоронен на кладбище в Люганузе.